# 蔡莊侯
蔡莊侯（？—前612年），姬姓，名甲午，為春秋諸侯國蔡國君主之一，他為蔡穆侯兒子，承襲蔡穆侯擔任該國君主，在位期間為前645年—前612年，共34年。